# Trijato

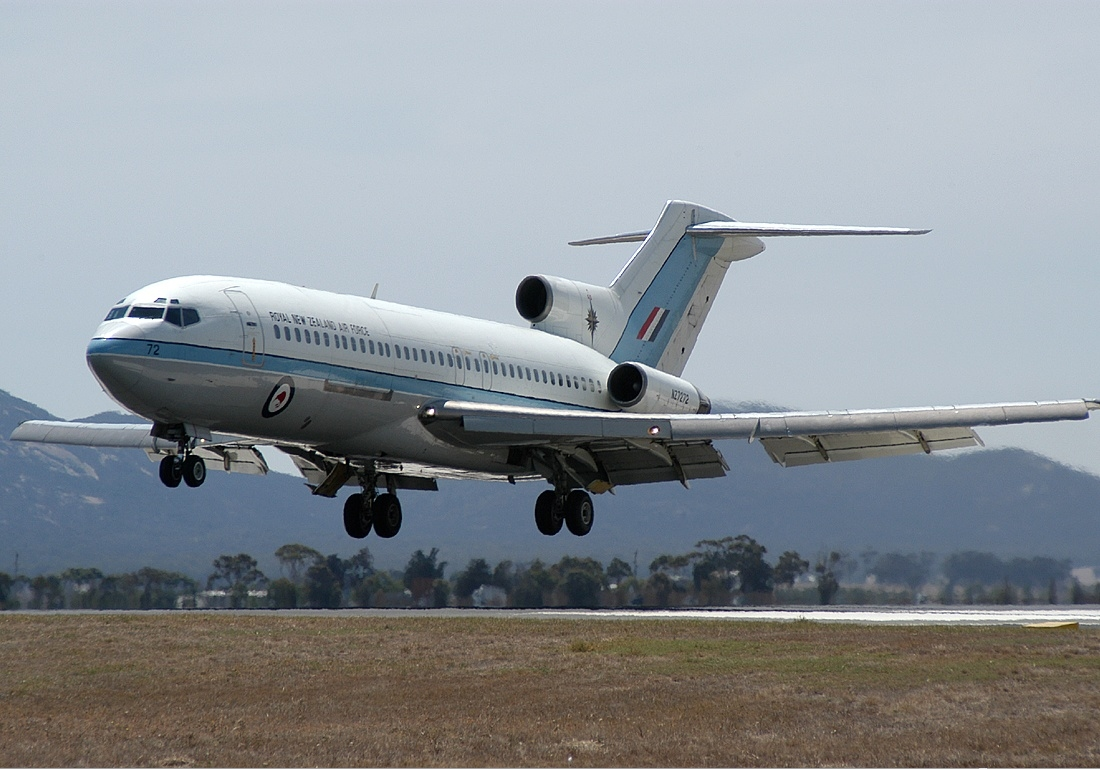
Boeing 727, aeronave trijato.

Trijatos - são aviões que utilizam três motores a jato, seja turbojato ou turbofan.
O último até então fabricado é o MD-11, produzido pela extinta fabricante de aeronaves norte-americana McDonnell Douglas, comprada por problemas financeiros pela também norte-americana Boeing em 1997.

## Galeria
- Boeing 727.
- Hawker Siddeley Trident.
- Lockheed L-1011 TriStar.
- McDonnell Douglas DC-10.
- Tupolev Tu-154.